# Toluca (Illinois)
Toluca – miasto w Stanach Zjednoczonych, w stanie Illinois, w hrabstwie Marshall.